# Єльський район
Єльський район (біл. Ельскі раён) — адміністративна одиниця на півдні Гомельської області. Адміністративний центр — місто Єльськ.

## Географія
Площа району становить 1360 км кв (18-те місце). Район, розташований у межах Мозирського Полісся, граничить на півдні з Україною (довжина кордону 85 км), на півночі — з Мозирським районом (довжина кордону 65 км), на заході — з Лельчицьким (довжина границі 36 км), і на сході — з Наровлянським районом (довжина границі 40 км).
Основні річки — Словечно (довжина в межах області 37 км) і її припливи Чертень (28 км) і Бативля (34 км) і Ясенець (23 км); а також Желонь (36 км) і Митва (8,6 км) — праві припливи Прип'яті.

## Історія
Район створений 17 липня 1924 року. як Каролінський район. Нинішню назву одержав в 1931 році.

## Демографія
Населення району — 21,1 тис. мешканців (15-те місце), у тому числі в міських умовах проживають 10,3 тис. мешканців Усього налічується 67 населених пунктів, з яких лише один (Єльськ) є містом.

## Транспорт
Є маршрутне таксі. Автобуси ходять по маршруту Райлікарня — Пушкіна

## Персоналії
В населених пунктах району народились:
- Бакштаєв Леонід Георгійович — радянський актор театру і кіно, народний артист УРСР (Добринь).